# Pointe de Zinal
Pointe de Zinal är en bergstopp i Schweiz.   Den ligger i distriktet Visp och kantonen Valais, i den södra delen av landet, 100 km söder om huvudstaden Bern. Toppen på Pointe de Zinal är 3 789 meter över havet, eller 316 meter över den omgivande terrängen. Bredden vid basen är 1,2 km.
Terrängen runt Pointe de Zinal är huvudsakligen bergig. Runt Pointe de Zinal är det glesbefolkat, med 20 invånare per kvadratkilometer.. Närmaste större samhälle är Zermatt, 9,2 km öster om Pointe de Zinal. 
Trakten runt Pointe de Zinal består i huvudsak av gräsmarker.